# Salem (India)
Salem is een stad in de Indische deelstaat Tamil Nadu, ten zuidwesten van Chennai. Het is de op vier na grootste stad van Tamil Nadu en had in 2001 693.236 inwoners. Salem is de hoofdstad van het 5205 km² grote district Salem dat rondom de stad gelegen is, waar ruim 3 miljoen mensen wonen.
Salem speelt een belangrijke rol in de Indische textielindustrie. Ook de staalproductie bij Steel Authority of India en Salem Steel, thans JSW Steel, zorgt voor naamsbekendheid van de stad. Een andere belangrijke bron van inkomsten is het toerisme, waarbij Salem vooral startpunt is voor expedities naar de Servarayanheuvels. De naam van de stad is verklaarbaar vanuit zijn geografische ligging: het woord Salem betekent omgeven door heuvels.